# Dorar

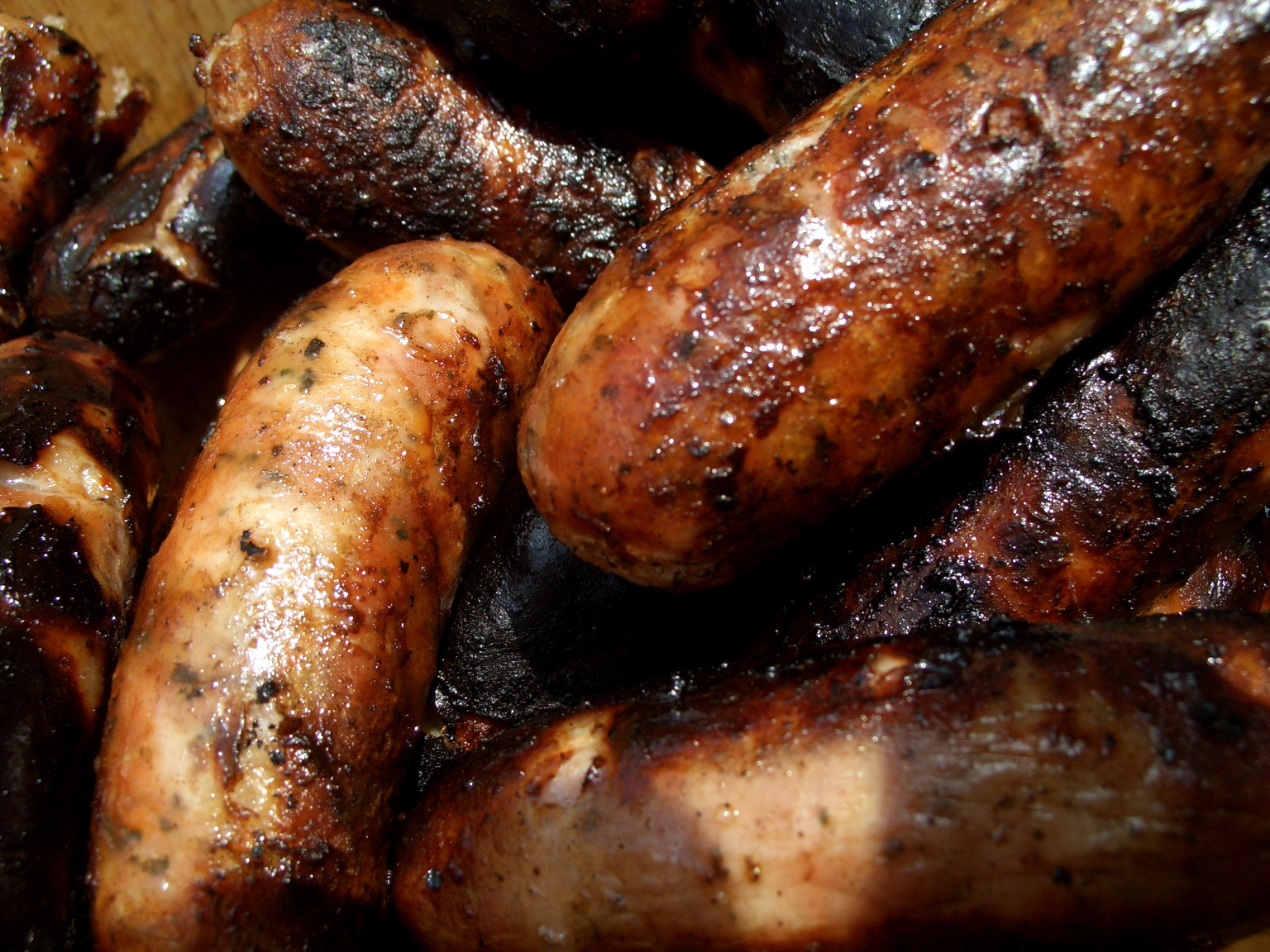
Dorado de salchichas a la parrilla.

Dorar se refiere a la cocción de un alimento hasta dejarlo con un hermoso color "dorado" (color áureo). Se suele aplicar generalmente a las carnes asadas, en particular para caramelizar la parte externa la operación de tostado es breve y se emplea un medio graso: aceite o mantequilla a muy alta temperatura. 

## Características
El dorado es la primera parte de la técnica cuando se trata de cocinar carnes. La operación de dorar es básicamente desde el punto de vista químico una reacción de Maillard.
Dorar puede tener algunos otros significados erronéos en la cocina, por ejemplo cuando se fríen cebollas y empiezan a "dorarse", se emplea la denominación cuando se procede a freír un poco de harina en mantequilla caliente para hacer un roux dorado.